# Frontière entre la Chine et le Pakistan

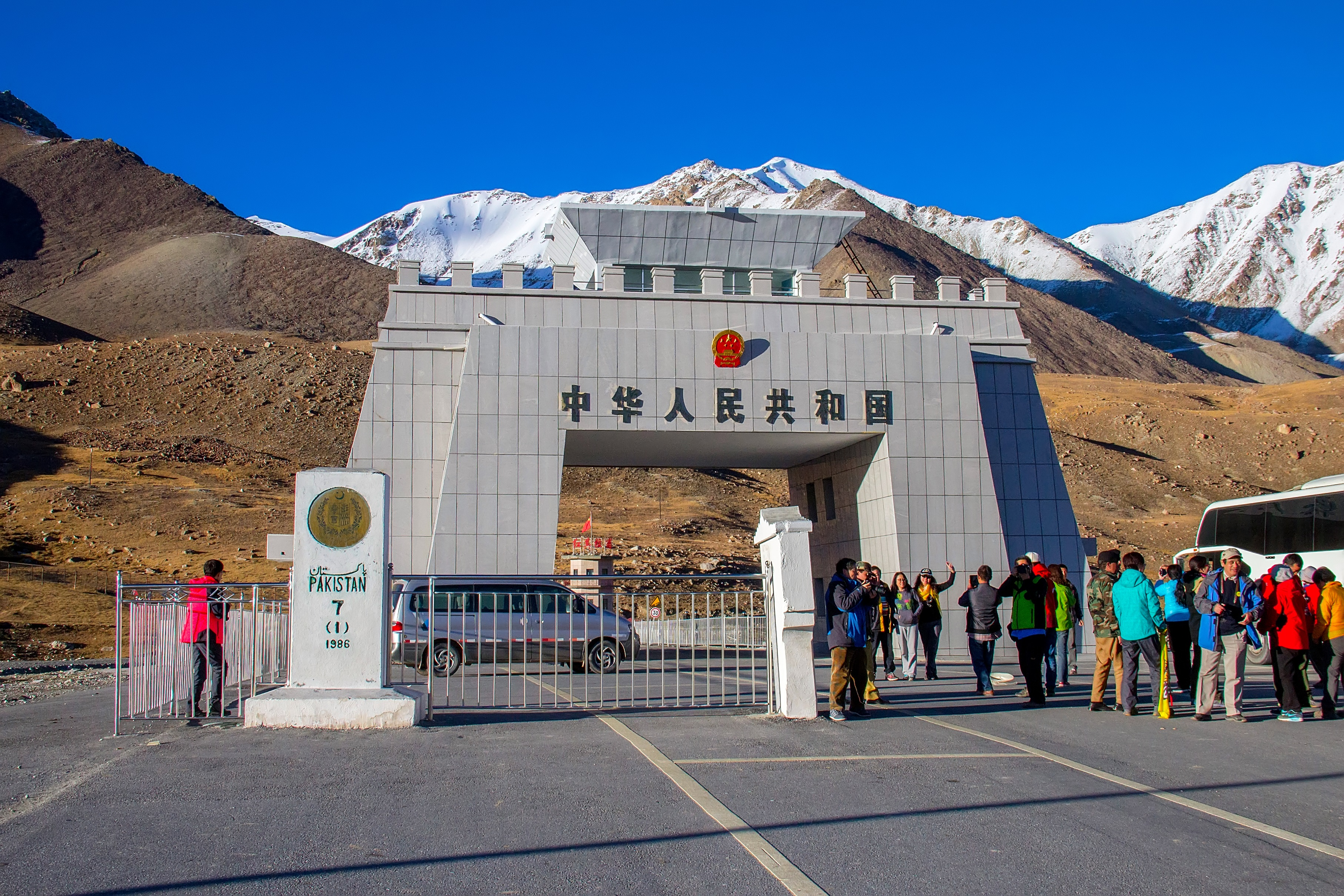
Passage frontalier entre la Chine et le Pakistan au col de Khunjerab.

La frontière entre la Chine et le Pakistan est la frontière séparant la Chine et le Pakistan.
Le tracé actuel de la frontière date de 1963 et s'étend sur 523 kilomètres, de l'Himalaya au Karakoram. Il a été établi par l'accord sino-pakistanais de 1963 qui règle tous les litiges frontaliers entre les deux pays et jette par ailleurs les bases d'une forte coopération. 